# Pınarbaşı (Kastamonu)

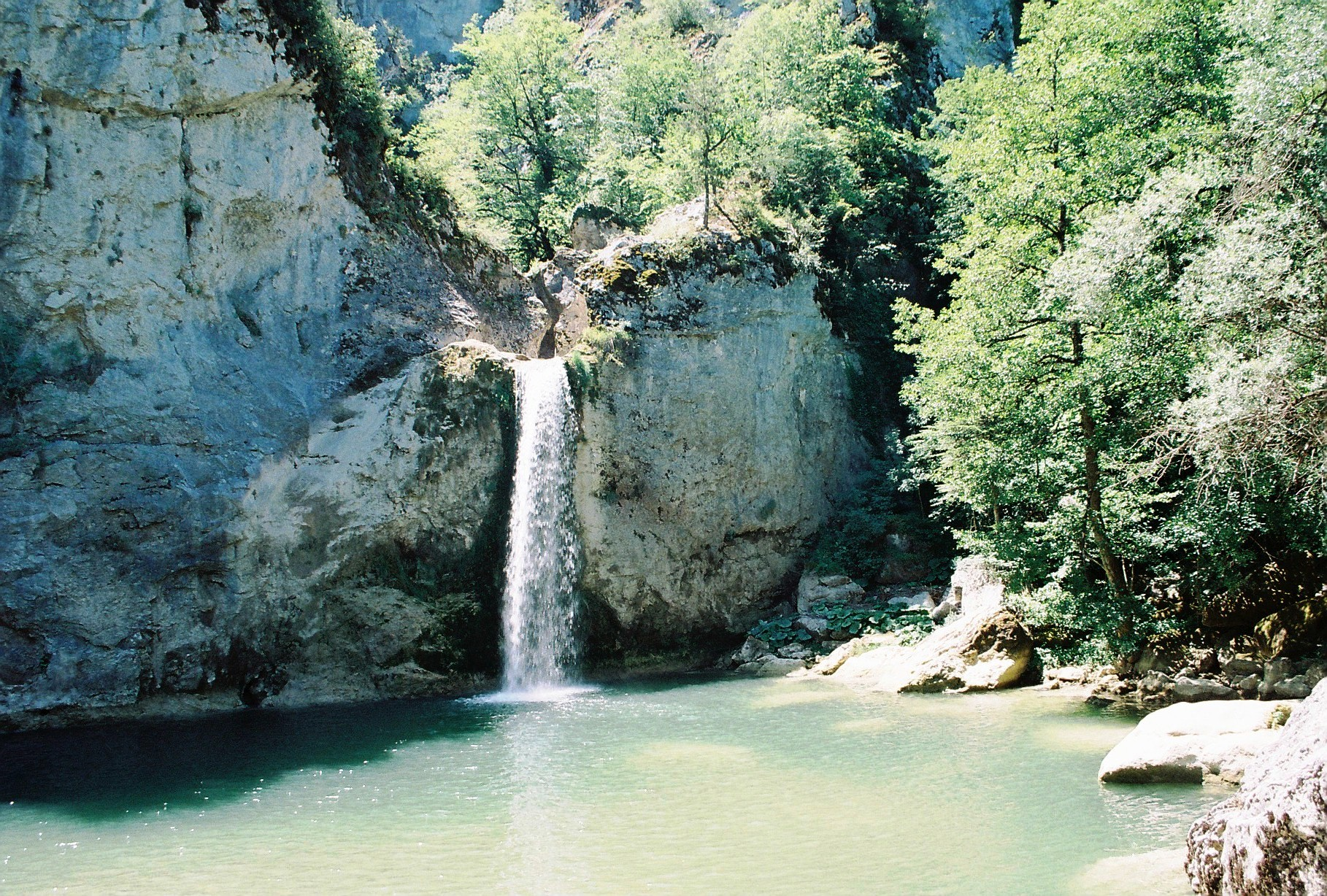
Ilıca-Wasserfall im Küre-Dağları-Nationalpark

Pınarbaşı ist eine Stadt und Hauptort des gleichnamigen Landkreises im Nordwesten der türkischen Provinz Kastamonu in Nordanatolien. Die Stadt Pınarbaşı liegt ca. 60 km nordwestlich der Provinzhauptstadt Kastamonu auf einer Höhe von 742 m im Gebirgszug Küre Dağları. Die Schwarzmeerküste ist ca. 35 km entfernt. Pınarbaşı wurde 1989 zur Gemeinde (Belediye) erhoben.

## Geographie
Mit seinen smaragdgrünen Wäldern, einzigartigen Schluchten und Höhlen, Holzhäusern, charmanten Dörfern und traditionellem Lebensstil liegt die Region im südlichen Teil des Küre-Gebirges im Norden von Anatolien.
Das Gelände ist hügelig und zu 63 % bewaldet. Auf den Höhen wachsen Nadelbäume. Die Täler zwischen den Bergen sind kleine Hochebenen und der Talboden des Zara Çayı (Zara Bach) ist ein wirtschaftliches Aktivitäts- und Siedlungsgebiet.
Die höchsten Berge sind Kurtgirmez Dağı (1338 m), Büyük Dağı (1151 m) und Gavurharman Dağı (1136 m.). Der wichtigste Fluss ist der Zara Çayıdır. Er fließt in Süd-Nord-Richtung und mündet in den Devrekani Çayı. Dieser durchfließt den Norden des Landkreises in nordwestlicher Richtung.
Sieben km nordöstlich von Pınarbaşı befindet sich der Küre-Dağları-Nationalpark (Küre Dağları Milli Parkı). In diesem Nationalpark liegt der Valla Canoyn (Valla Kanyonu). Er ist zwölf Kilometer lang und mit 800 Metern Tiefe der zweittiefste der Welt.

### Landkreis
Der Landkreis wird von den Kreisen Cide im Norden, Azdavay im Nordosten und Norden, Daday im Süden sowie dem Kreis Eflani (Provinz Karabük) im Südwesten und dem Kreis Ulus (Provinz Bartin) begrenzt. Er wurde 1987 aus dem westlichen Teil des Kreises Azdavay gebildet. Bis dahin war Pınarbaşı ein eigener Bucak dort und hatte bei der letzten Volkszählung vor der Gebietsänderung (1985) eine Einwohnerzahl von 9479, wobei 911 auf den Hauptort (Bucak Merkezi) entfielen.
Ende 2020 bestand der Kreis neben der Kreisstadt aus 27 Dörfern (Köy) mit durchschnittlich 123 Bewohnern. Die Skala der Einwohnerzahlen reicht von 234 (Yamanlar) bis 21 (Günberi). Mit einer Bevölkerungsdichte von 10,5 Einwohnern liegt er an viertletzter Stelle aller Kreise – bei einem Provinzdurchschnitt von 28,8 Einwohnern je km².

### Klima
Es herrscht Übergangsklima zwischen See- und Landklima. Die Sommer sind kurz und heiß, die Winter lang und kalt.